# アノック・ヤイ
アノック・ヤイ（Anok Yai、1997年12月20日 - ）は、南スーダン系の血統を引いてエジプトで生まれた、アメリカ合衆国のファッションモデル。ナオミ・キャンベルに次いで史上2人目のプラダのファッションショーの幕開け（オープニング・ルック/ファーストルック）を飾った黒人モデルであり、南スーダン系としては最初の事例となった。2020年10月現在、ヤイは、models.com が選ぶ「トップ50」の一人としてランクされている。

## 生い立ち
ヤイは、カイロで生まれ、ダルフール紛争の難民として、2歳のときに家族とともにニューハンプシャー州マンチェスターに移り住んだ。彼女の母親は看護師で、父親はイースターシールズに勤めており、姉アリム (Alim) は、アノックのマネージャーと財務コンサルタントを兼ねている。彼女はマンチェスター高等学校ウェストを卒業して、プリマス州立大学で生化学を学び、将来は医師への道を目指していた。

## 経歴
2017年10月、ワシントンD.C.のハワード大学で開かれていたホームカミング・ウィークのイベントを見に来ていたヤイを、プロの写真家であるスティーヴン・ホール (Steven Hall) が目に止め、写真を撮らせてほしいと頼んだ。彼が、ヤイの写真を Instagram に載せたところ、2万件以上の「likes（いいね！）」がつき、IMGモデルズをはじめ、複数のモデル・エージェンシーが彼女と連絡を取りたいと言ってきた。結局、ヤイは、数週間にわたって毎日彼女に電話をかけ続けたネクスト・マネジメントと契約した。それから4ヶ月も経たない間に、彼女はスーダン人モデルとしては初めて、プラダとの継続的な仕事が約束されたことを意味しモデルにとって最高の栄誉と考えられている、プラダのファッションショーの幕開けを飾った。彼女は、プラダの2018年春夏のキャンペーンにも参加し、さらにジバンシィのリカルド・テッィシがデザインしたナイキのキャンペーンにも参加した。このシーズンには、さらにシャネル、ルイ・ヴィトン、ミュウミュウなど、合わせて16ブランドのショーに出演した。
彼女にとってブレイクスルーとなった瞬間について、彼女は『ヴォーグ』誌のインタビューに次のように答えている。
幕開けに選ばれたのは名誉だし、誇りだけど、それは私だけの問題じゃなくてもっと大きいの。私が最高のファッション・ハウスのひとつで幕開けを務めたことは、世界に向けた、特に黒人女性たちに向けた宣言なのよ、あなた方の美しさは賞賛されるに値するものだっていう。
2018年7月、ヤイは、エスティローダーのスポークスモデルとなった。